# Хуан Карлос I
Вижте пояснителната страница за други личности с името Хуан Карлос.
Негово Кралско Величество Хуан Карлос I де Бурбон (на испански: Juan Carlos I de Borbón) е крал на Испания от 27 ноември 1975 година до 18 юни 2014.

## Ранни години
Роден е в изгнание и наследява трона от дядо си, Алфонсо XIII. Бащата на Хуан Карлос, дон Хуан, граф Барселонски, се отказва от короната в негова полза. Кралят е роден в Рим през 1938 г., където родителите му и дядо му живеят в изгнание, след като на 9 декември 1931 г. Испания става република. През 1948 г. генерал Франсиско Франко извиква дон Хуан и поисква от него да му даде сина си да го отгледа и възпита като бъдещ крал на Испания. Същата година десетгодишният принц за първи път стъпва на испанска земя. Диктаторът обявява Испания за кралство, а Хуан Карлос за престолонаследник. Преди смъртта на Франко мнозина не гледат с много голямо уважение на младия принц. Франкистите го наричат „принцът идиот“ и се кълнат, че няма да позволят да се възкачи на престола.
Крал Хуан Карлос получава блестящо образование: завършил е колежа „Сан Исидро“ в Мадрид, Военноморския колеж и Висшата военна академия в Сарагоса, икономика, финанси и право в Мадрид. В общуването испанският крал печели хората с непринудени обноски, остроумие и скромност.

## Управление
Хуан Карлос заема престола два дни след смъртта на Франко, на 22 ноември 1975 г.
Според испанската конституция от 1978 година, кралят има повече правомощия от останалите европейски конституционни монарси. Той е главнокомандващ на въоръжените сили на Испания и има известни права да влияе на политическия живот на страната. При качването си на престола той обявява курс към изграждане на демократично общество в Испания и обещава да бъде „крал на всички испанци“. На 23 февруари 1981 лично предотвратява опит за държавен преврат от страна на военните, като прави телевизионно обръщение в подкрепа на законността и демократично избраното правителство.

## Семейство
Женен е за гръцката принцеса София Гръцка. Когато през 1962 г. Хуан Карлос и София сключват брак, испанците я посрещат с възгласи „Гъркиньо, отивай си в Гърция!“. София за кратко време научава испански, ражда три деца на Хуан Карлос – инфантите Елена и Кристина и принц Фелипе, и изобщо много бързо се утвърждава като интелигентна и начетена жена. С много скромност, мъдрост, упорство и труд в полза на Испания кралската двойка доказва колко погрешни са били първоначалните представи на поданиците.
Крал Хуан Карлос и кралица София имат три деца:
- Инфанта Елена Испанска, омъжена за благородника Хайме де Маричалар и има от него син Фелипе;
- Инфанта Кристина Испанска, съпруга на бившата хандбална звезда на Испания Иняки Урдангарин;
- Инфант Фелипе Испански, настоящият крал на Испания.

Кралското семейство живее в бившата ловна резиденция „Ла Сарсуела“. Всички кралски имоти, дори яхтата „Фортуна“, с която кралят участва в международните регати, са собственост на държавата. Цялото кралско семейство са любители на спорта, но с най-голяма страст се отдават на ветроходството.